# Lauria (slak)
Lauria is een geslacht van weekdieren uit de klasse van de Gastropoda (slakken).

## Soort
- Lauria bourbonensis Pilsbry, 1922
- Lauria cryptoplax (Melvill & Ponsonby, 1899)
- Lauria cylindracea (da Costa, 1778) = Genaveld tonnetje
- Lauria dadion (Benson, 1864)
- Lauria desiderata (Preston, 1911)
- Lauria fanalensis (R. T. Lowe, 1852)
- Lauria farquhari (Melvill & Ponsonby, 1898)
- Lauria fasciolata (Morelet, 1860)
- Lauria gomerensis D. T. Holyoak & G. A. Holyoak, 2009
- Lauria longa Connolly, 1939
- Lauria reischuetzi Falkner, 1985
- Lauria sempronii (Charpentier, 1837)
- Lauria wouramboulchiensis Connolly, 1928